# Оцесенкі
Оцесенкі (пол. Ociesęki) — село в Польщі, у гміні Ракув Келецького повіту Свентокшиського воєводства.
Населення — 408 осіб (2011).
У 1975-1998 роках село належало до Келецького воєводства.

## Демографія
Демографічна структура на день 31 березня 2011 року:
|          | Загалом | Допрацездатний вік | Працездатний вік | Постпрацездатний вік |
| -------- | ------- | ------------------ | ---------------- | -------------------- |
| Чоловіки | 211     | 47                 | 138              | 26                   |
| Жінки    | 197     | 40                 | 102              | 55                   |
| Разом    | 408     | 87                 | 240              | 81                   |